# Homalonychus selenopoides
Homalonychus selenopoides és una espècie d'aranyes araneomorfes de la família dels homaloníquids (Homalonychidae). Fou descrita per primera vegada l'any 1891 per G. Marx. Viu als Estats Units i Mèxic.